# Alejandro Gálvez Jimena
Alejandro 'Álex' Gálvez Jimena (Granada, Andalusia, 6 de juny de 1989) és un futbolista professional andalús que juga com a defensa central o migcampista defensiu pel Recreativo.

## Carrera de club

### Primers anys
Gálvez es va formar al planter de l'Albacete Balompié i del Vila-real CF, i fou cedit per aquest darrer al seu filial CD Onda de Tercera Divisió, on va debutar com a sènior.
Les següents dues temporades, va jugar a Segona Divisió B amb el CF Villanovense i l'Sporting de Gijón B, i els dos cops va patir descensos de categoria, tot i que va tornar a ascendir la temporada 2010–11.

### Sporting de Gijón
El 13 de desembre de 2011, Gálvez va debutar amb el primer equip de l'Sporting, en un partit de Copa del Rei contra el RCD Mallorca (victòria per 1–0 a fora, derrota 1–2 global). El 15 de gener de l'any següent, com a central titular, va jugar el seu primer partit a La Liga pels asturians, i va marcar el primer gol del partit, que acabà en victòria per 2–1 a casa sobre el Màlaga CF.

### Rayo Vallecano
El 18 de juliol de 2012, Gálvez va acordar amb el Rayo Vallecano un contracte per dos anys. Va marcar el seu primer gol oficial pel seu nou equip el 20 d'octubre de 2013, en un xut des de 30 metres, de falta directa, contra la UD Almería.
A les darreries de maig de 2013, el club madrileny va refusar per ell una oferta de dos milions d'euros del Borussia Dortmund.

### Werder Bremen
El 13 de maig de 2014, després d'haver ajudat el Rayo a mantenir la categoria a primera divisió, Gálvez va signar com a agent lliure un contracte de tres anys amb el SV Werder Bremen alemany. Durant la major part de la seva primera temporada fou usat com a migcampista defensiu per l'entrenador Robin Dutt, però amb el seu successor Viktor Skrypnyk va passar a ser un fix al centre de la defensa, fins que les lesions varen limitar les seves aparicions a cinc partits en el període entre gener i maig de 2015.
Va continuar amb problemes de lesions durant la pretemporada següent, i això va fer que Gálvez fos usat principalment com a suplent d'Assani Lukimya al començament de la temporada 2015–16.

### Eibar
El 3 d'agost de 2016, Gálvez va signar contracte per tres anys amb la SD Eibar de primera divisió. Va ser suplent des del primer moment, i fou cedit a la UD Las Palmas el 29 de desembre de 2017.
El 30 d'agost de 2018, Gálvez va acabar contracte amb els Armeros.

### Retorn al Rayo
El 31 d'agost de 2018, un dia després d'esdevenir agent lliure, Gálvez va retornar al Rayo Vallecano amb un contracte per un any.